# Barroterán Estación
Barroterán Estación är en ort i Mexiko.   Den ligger i kommunen Múzquiz och delstaten Coahuila, i den centrala delen av landet, 900 km norr om huvudstaden Mexico City. Barroterán Estación ligger 430 meter över havet och antalet invånare är 278.
Terrängen runt Barroterán Estación är platt. Runt Barroterán Estación är det ganska glesbefolkat, med 22 invånare per kvadratkilometer. Närmaste större samhälle är Minas de Barroterán, 4,5 km söder om Barroterán Estación. Omgivningarna runt Barroterán Estación är i huvudsak ett öppet busklandskap.